# Lagefeststellung

Informationsfluss in der Lagefeststellung

Lagefeststellung ist die Bezeichnung der ersten Phase des Militärischen Führungsprozesses. Es handelt sich dabei um einen ständig ablaufenden komplexen Prozess der Informationsgewinnung, -bewertung, -verknüpfung, -auswertung, -darstellung, -weiterleitung und -speicherung. Werden im Rahmen der Lagefeststellung planmäßige oder außerplanmäßige Veränderungen festgestellt, wird automatisch in den ersten Teil der zweiten Phase des Führungsprozesses, die Lagebeurteilung, übergegangen. Wird dabei festgestellt, dass es sich um keine grundlegende Änderung der Lage handelt, die eine erneute Planung und einen neuen Entschluss erfordert, bricht der Führungsprozess an dieser Stelle ab und fährt bei der Lagefeststellung fort. Grundsätzlich werden bei der Lagefeststellung sowohl die eigenen Kräfte als auch die des Feindes betrachtet.
Bei Einsätzen von Streitkräften beginnt die Lagefeststellung bereits vor Verlegung in die Einsatzräume. Dazu werden alle verfügbaren Informationsquellen (unter anderem Führungsgrundlagen, militärische Dokumente und Fachliteratur) genutzt und auch die zu entsendende Truppe frühzeitig unterrichtet und einbezogen. Diese vorhandenen Informationen werden ständig durch eingehende Informationen ergänzt. Dazu zählen
- Befehle (enthalten Informationen, die das weitere Denken und Handeln bestimmen)
- Orientierungen (von oben nach unten, zwischen Nachbarn, von zivilen Behörden und Organisationen)
- Daten (von technischen Aufklärungsmitteln/Satelliten, Drohnen)
- Meldungen und Anträge (von nachgeordneten Truppenteilen)
- Erkenntnisse der Nachrichtengewinnung und Aufklärung sowie
- Erkenntnisse aus den Medien.

Besondere Bedeutung haben die Meldungen und Anträge der nachgeordneten Truppen, da diese gewöhnlich die unmittelbarsten Eindrücke sammeln. Aus dem gleichen Grund sind diese Meldungen aber sorgfältig zu bewerten, da die mangelnde Distanz auch zu Vermutungen und Übertreibungen verleitet. Meldungen behalten ihren Wert nur bei rascher Abgabe und Weiterleitung. Insbesondere Meldungen über erste Feindberührung, Angriffe mit ABC-Kampfmitteln, Feind, der die eigene Auftragsausführung oder die von Nachbarn gefährdet und Meldungen über neue Feindkräfte sind stets mit besonderer Dringlichkeit weiterzugeben. Durch Anträge versuchen nachgeordnete Truppenteile zusätzliche Kräfte, Mittel und Maßnahmen für die eigene Auftragsausführung zu erhalten. In Ausnahmefällen wird auch die Änderung eines erhaltenen Auftrags beantragt. Auch aus diesen Anträgen werden wichtige Informationen im Rahmen der Lagefeststellung gewonnen.
Reichen die vorhandenen und eingehenden Informationen nicht aus, ein umfassendes und zutreffendes Lagebild zu gewinnen, können zusätzliche Informationen durch Forderungen an die Nachrichtengewinnung, gezielte Aufklärung und Erkundung, Forderung weiterer Meldungen, Forderung ergänzender Orientierungen, zusätzliche Kontrollen und Befragungen gewonnen werden.
Alle gesammelten Informationen werden gespeichert oder dargestellt. Dazu werden vor allem Führungsinformationssysteme genutzt, die Meldungen automatisiert in graphische Lagedarstellung umsetzen und durch Überschreiben aktualisieren. Wichtige Informationen werden an die entsprechenden Bedarfsträger als Meldung oder Orientierung weitergeleitet oder in Befehlen oder Anträgen genutzt. Bestimmte Informationen können auch unmittelbar als Daten weitergeleitet werden. Häufig ergibt sich erst im Zusammenhang mit der Erstellung des Lagebildes zusätzlicher Informationsbedarf, der noch ergänzt werden muss.
Das Lagebild wird in einer Lagedarstellung in Form von Lagekarten, Plänen, Tabellen, Statistiken, Organigrammen und anderen Übersichten für die militärischen Führer nutzbar gemacht. Auf Gefechtsständen führt jede Zelle oder Abteilung ihre eigene fach- oder aufgabenbezogene Lagefeststellung durch und leistet Beiträge zum Lagebild der Operationszentrale.